# Antonio Rivarola
Juan Antonio Rivarola (Santa Fe, 13 giugno 1908 – 14 maggio 1974) è stato un calciatore argentino, di ruolo attaccante.

## Caratteristiche tecniche
Giocava come interno destro.

## Carriera

### Club
Rivarola si formò calcisticamente nelle giovanili del Colón, club in cui esordì in prima squadra nel 1928. Di tale formazione divenne uno degli elementi più abili e noti, arrivando in Nazionale nel 1929. Continuò la sua militanza nella squadra di Santa Fe anche dopo l'introduzione del professionismo nel calcio argentino, avvenuta, nella provincia di Santa Fe, nello stesso anno della creazione della Liga Argentina de Football. Il 5 febbraio 1932 firmò un contratto con l'Huracán, squadra di Buenos Aires: ricevette 6 000 peso al momento del trasferimento e la sua paga mensile fu fissata in 300 pesos. Alla sua prima stagione in massima serie nazionale giocò 29 incontri e segnò 5 reti. Il secondo campionato lo vide giocare in 24 occasioni, realizzando 5 reti. Nel febbraio 1934 decise di lasciare l'Huracán, scontento del mancato arrivo del rinnovo del contratto biennale, negatogli dalla dirigenza del club. Si trasferì pertanto all'América di Rio de Janeiro, insieme ai due giocatori del Racing Club Alberto Fassora e José Della Torre; la società brasiliana gli offrì un contratto di un anno per 7 000 peso più 400 mensili, che Rivarola accettò. Partì pertanto il 26 febbraio da Buenos Aires. Nel 1935 tornò all'Huracán, con cui giocò 20 gare in Primera División. Nel 1939 scese per l'ultima volta in campo in massima serie, giocando per il Rosario Central. Giocò poi nel Colón fino al 1940.

### Nazionale
Rivarola debuttò in Nazionale argentina nel 1929, partecipando Fu al Campeonato Sudamericano; nella competizione esordì all'Estadio Gasómetro il 3 novembre contro il Perù. Giocò poi contro Paraguay (10 novembre) e Uruguay (17 novembre). L'ultima presenza in Nazionale la ottenne nel 1935.

## Statistiche

### Cronologia presenze e reti in Nazionale
| Cronologia completa delle presenze e delle reti in nazionale ― Argentina | Cronologia completa delle presenze e delle reti in nazionale ― Argentina | Cronologia completa delle presenze e delle reti in nazionale ― Argentina | Cronologia completa delle presenze e delle reti in nazionale ― Argentina | Cronologia completa delle presenze e delle reti in nazionale ― Argentina | Cronologia completa delle presenze e delle reti in nazionale ― Argentina | Cronologia completa delle presenze e delle reti in nazionale ― Argentina | Cronologia completa delle presenze e delle reti in nazionale ― Argentina |
| Data                                                                     | Città                                                                    | In casa                                                                  | Risultato                                                                | Ospiti                                                                   | Competizione                                                             | Reti                                                                     | Note                                                                     |
| ------------------------------------------------------------------------ | ------------------------------------------------------------------------ | ------------------------------------------------------------------------ | ------------------------------------------------------------------------ | ------------------------------------------------------------------------ | ------------------------------------------------------------------------ | ------------------------------------------------------------------------ | ------------------------------------------------------------------------ |
| 03/11/1929                                                               | Buenos Aires                                                             | Argentina                                                                | 3 – 0                                                                    | Perù                                                                     | Campeonato Sudamericano de Football                                      | 0                                                                        |                                                                          |
| 10/11/1929                                                               | Buenos Aires                                                             | Argentina                                                                | 4 – 1                                                                    | Paraguay                                                                 | Campeonato Sudamericano de Football                                      | 0                                                                        |                                                                          |
| 17/11/1929                                                               | Buenos Aires                                                             | Argentina                                                                | 2 – 0                                                                    | Uruguay                                                                  | Campeonato Sudamericano de Football                                      | 0                                                                        |                                                                          |
| 21/01/1933                                                               | Montevideo                                                               | Uruguay                                                                  | 3 – 0                                                                    | Argentina                                                                | Amichevole                                                               | 0                                                                        |                                                                          |
| 05/02/1933                                                               | Avellaneda                                                               | Argentina                                                                | 4 – 1                                                                    | Uruguay                                                                  | Amichevole                                                               | 0                                                                        |                                                                          |
| 18/07/1935                                                               | Montevideo                                                               | Uruguay                                                                  | 1 – 1                                                                    | Argentina                                                                | Copa Héctor Gómez                                                        | 0                                                                        |                                                                          |
| Totale                                                                   |                                                                          | Presenze                                                                 | 6                                                                        |                                                                          | Reti                                                                     | 0                                                                        |                                                                          |

## Palmarès

### Nazionale
- Campeonato Sudamericano de Football: 1

Argentina 1929